# Quercus robusta
Quercus robusta C.H.Mull. – gatunek rośliny z rodziny bukowatych (Fagaceae Dumort.). Występuje naturalnie w południowych Stanach Zjednoczonych – w Teksasie. 

## Morfologia
PokrójZrzucające liście drzewo dorastające do 13 m wysokości. Kora jest szorstka i ma brązową lub czarną barwę.
LiścieBlaszka liściowa ma kształt od owalnego do eliptycznego. Mierzy 5,5–12 cm długości oraz 2–5 cm szerokości, jest ząbkowana lub z 6–8 zaokrąglonymi klapami na brzegu, ma nasadę od klinowej do zaokrąglonej lub niemal sercowatej i ostry wierzchołek. Ogonek liściowy jest owłosiony i ma 5–20 mm długości.
OwoceOrzechy zwane żołędziami o kształcie od podługowatego do elipsoidalnego, dorastają do 10–22 mm długości i 7–10 mm średnicy. Osadzone są pojedynczo w miseczkach w kształcie kubka, które mierzą 6–9 mm długości i 8–12 mm średnicy. Orzechy otulone są miseczkami w 20–35% ich długości.

## Biologia i ekologia
Rośnie w kanionach. Występuje na wysokości około 1500 m n.p.m.